# Ивичесто земеродно рибарче
Ивичестото земеродно рибарче (Lacedo pulchella) е вид птица от семейство Halcyonidae, единствен представител на род Lacedo.

## Разпространение
Видът е разпространен в низинните тропически гори на Югоизточна Азия.

## Описание
Възрастните мъжки и женски са много различни по оперение. Мъжкият има яркосиня корона с черно-сини ленти на гърба, а женската има червена и черна лента на главата.